# Tauromaquia en el Bajío de México
La Tauromaquia en el Bajío mexicano es la actividad relativa a la tauromaquia en esta región, que por su tradición, es una de las actividades culturales características de los estados que la conforman.
El Bajío es una región geográfica, económica, histórica y cultural de México que integra los estados de Aguascalientes, Guanajuato, Jalisco, Michoacán, Querétaro, San Luis Potosí y Zacatecas. Las entidades que comprenden esta región comparten aspectos culturales entre sí, entre los cuales se encuentra la afición a las corridas de toros y otros festejos taurinos.
En México, nueve estados han declarado la tauromaquia como Patrimonio Cultural Inmaterial, de los cuales cuatro pertenecen al Bajío, Aguascalientes, Querétaro, Guanajuato y Zacatecas, además de Tlaxcala, Hidalgo, Colima, Nayarit y Nuevo León. Esta región ha sido históricamente una de los centros de la actividad taurina en México. 

## Antecedentes

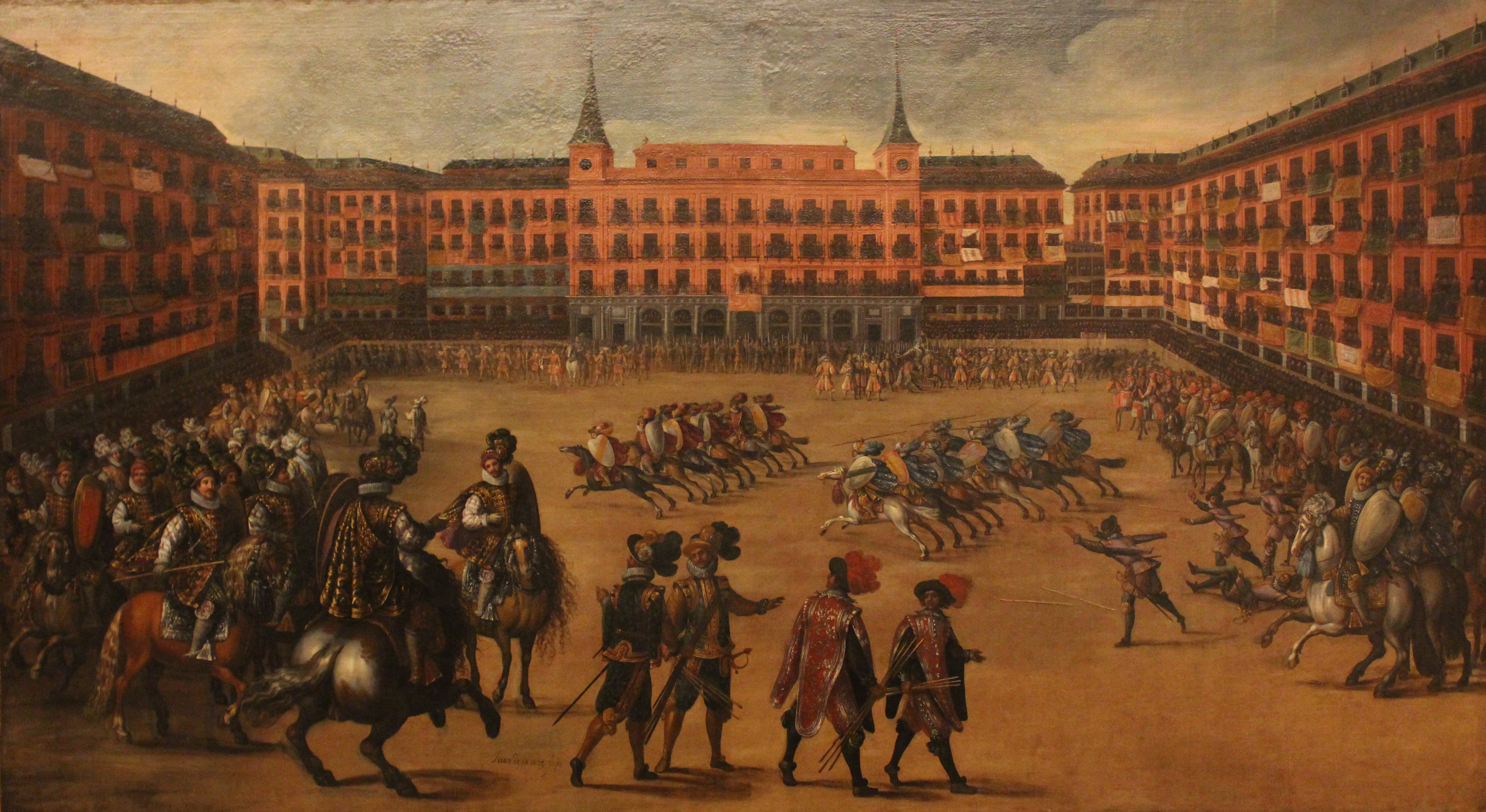
Juegos de cañas en la Plaza Mayor de Madrid. Siglo XVII

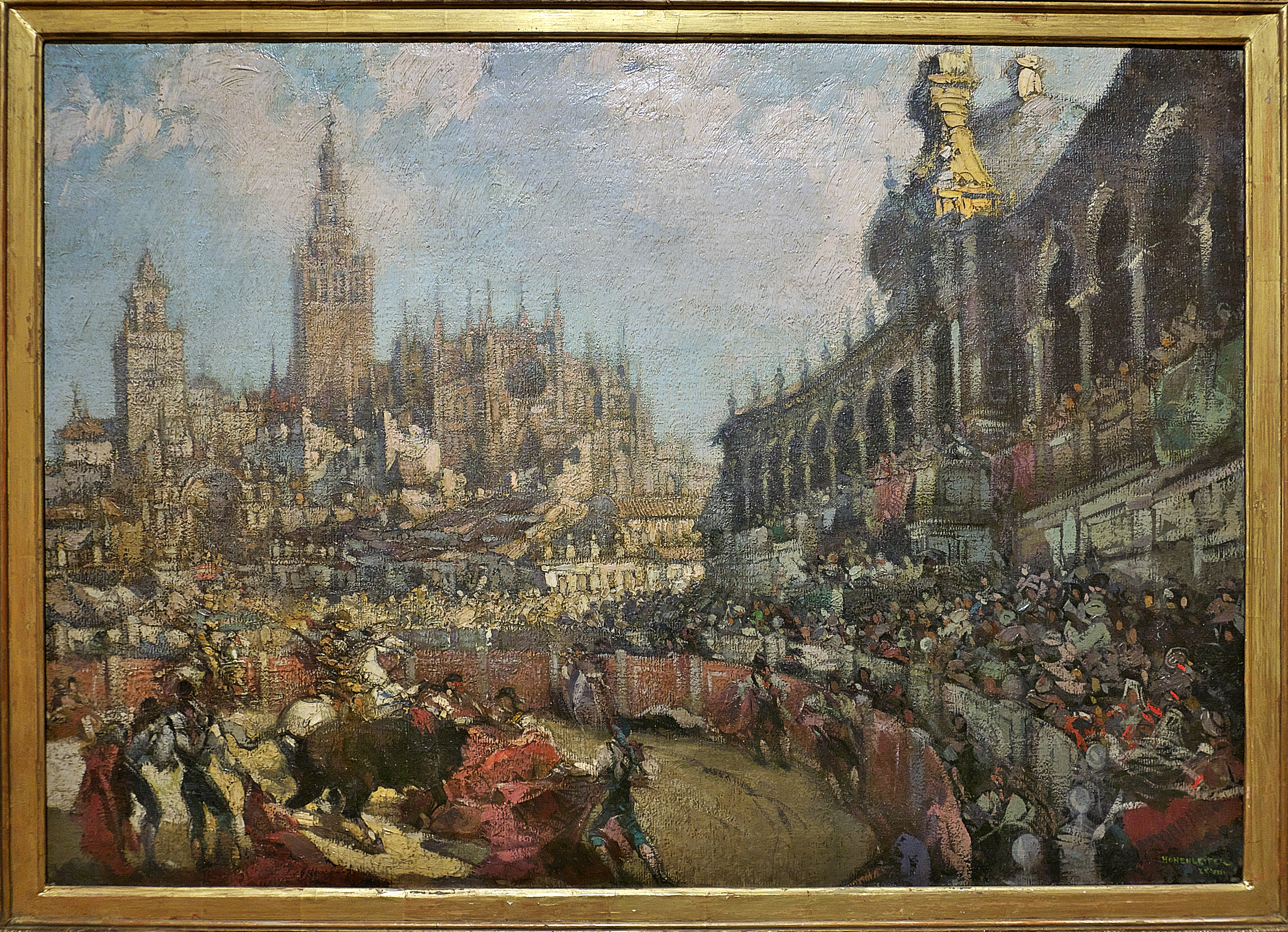
Toros en la Maestranza de Sevilla, Francisco Hohenleiter Castro

### España
Las corridas de toros fueron evolucionando desde la Edad Media hasta alcanzar su configuración actual. En el siglo VIII inicia la guerra entre los reinos cristianos y los moros en la península ibérica, este conflicto se extendería por ocho siglos. En ese contexto los caballeros cristianos se enfrentaban y caballo y daban muerte a toros salvajes para entrenar, ejercitarse, así como para demostrar valor y destreza en combate, estas habilidades resultaron de gran utilidad durante la Reconquista. Ya en el siglo XII se documenta la suerte de lanzar lanzas hacia los toros desde un caballo, esta práctica era exclusivamente para los nobles, que eran ayudados por sirvientes a pie. En los siglos XIII y XIV se realizaban festejos en muchos reinos de la península, estos se llevaban a cabo en las plazas públicas de las ciudades, y se celebraban por motivo de alguna festividad religiosa, por el nacimiento, cumpleaños o boda de un miembro de la realeza. En este periodo comienza a diferenciarse la lidia a caballo denominada rejoneo y la lidia a pie.
En el siglo XV las crónicas muestran que los festejos taurinos eran recurrentes en los eventos importantes relacionados con la realeza, se corrían toros por motivo de la visita de los reyes. De igual forma los nobles organizaban festejos en los que se incluían corridas de toros, esto sobre todo como una muestra de poder y ostentación de posición social. De igual forma en este momento los nobles dejaron de lado el rejoneo casi por completo y se dio paso al toreo a pie en recintos cerrados, lo cual suponía un mayor riesgo para los lidiadores, esta configuración fue la que dio forma a la tauromaquia contemporánea.
Entre los siglos siglo XVI y siglo XVII se pautaron las normas para la realización de las corridas de toros, así como manuales y tratados en torno a la lidia del toro. El pueblo fue quitándole protagonismo a la nobleza, hasta que en el siglo XVIII la desplazó por completo. Las primeras plazas de toros empezaron a ser construidas, destacando la Real Maestranza de Sevilla, ciudad en la que tomaron gran fuerza los festejos taurinos.

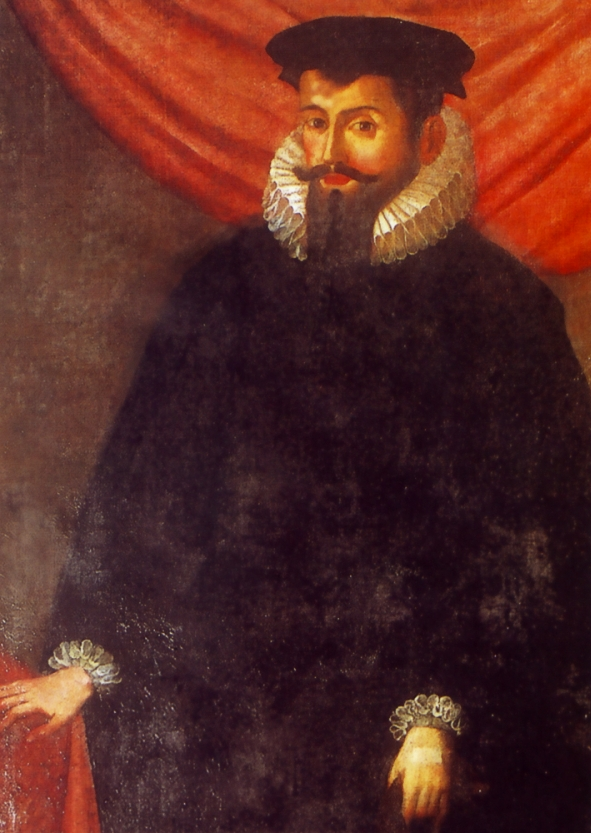
Virrey Antonio de Mendoza y Pacheco

### Nueva España
Desde la llegada de los conquistadores españoles al actual territorio mexicano, Hernán Cortés tuvo la intención de introducir la crianza de toros para la lidia. La primera corrida de toros festejada en el continente se realizó el 13 de agosto de 1529, para conmemorar la toma de Tenochtitlan. Posteriormente en 1935 se realizaron tres días de festejos por el nombramiento del virrey Antonio de Mendoza y Pacheco. Las corridas seguían el mismo sistema de la península y se realizaban en plazas públicas, donde se levantaban estructuras de madera en forma cuadrangular, las primeras plazas en las que se realizaban estos festejos fue la llamada Plazuela del Marqués, para posteriormente realizarse en el Zócalo. La plaza del Volador fue el centro de los festejos de taurinos en la Ciudad de México durante gran parte del virreinato.
Hasta finales del siglo XVIII es bastante escasa la documentación sobre las corridas de toros en el resto del país, pero se tiene constancia de que se festejaban corridas de toros en otras ciudades importantes del virreinato, como Guadalajara, Valladolid de Michoacán, Puebla de los Ángeles, San Luis Potosí, Santiago de Querétaro, así como importantes centros mineros Zacatecas, Guanajuato, Real de Catorce. De igual modo en la Villa Ntra. Sra. de la Asunción de Aguascalientes, hay registro de que para finales del siglo XVIII ya se realizaban corridas de toros, así como en otras ciudades de Guanajuato como San Sebastián de León, San Miguel el Grande, Celaya y San Luis de la Paz.

## Aguascalientes

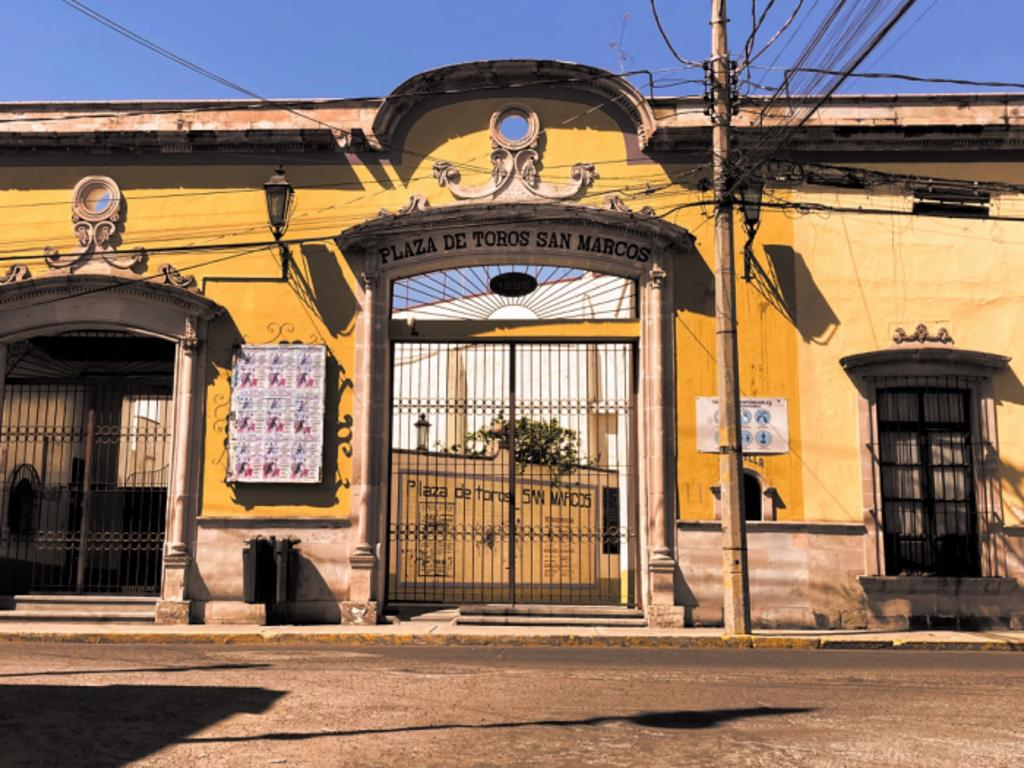
Plaza de Toros San Marcos, Aguascalientes

### Historia
Como se mencionó anteriormente a partir del siglo XVIII las corridas de toros estaban relacionadas con ferias y festividades religiosas, en la ciudad de Aguascalientes en particular, en 1828 surgió una feria de gran importancia regional que se realizaba en el mes de noviembre, en la que se festejaban corridas de toros en plazas construidas de madera. En este sentido la después llamada Feria de San Marcos y las corridas de toros estuvieron fuertemente ligadas desde un principio.
Se construyeron varias plazas en la ciudad, una de las primeras plazas de las que se tiene registro fue la de "El Calvario", en la que se celebraban hasta 30 corridas al año, se situó en el terreno que actualmente ocupa el mercado Terán, cerca del Parián, donde se llevaba a cabo la actividad económica durante la feria. De la misma manera se construyó una en la comunidad de Calvillo, de forma octogonal. En 1850 cuando la feria pasó a llamarse Feria de San Marcos, que se celebraría en el mes de abril, la actividad económica y cultural se trasladó al barrio de San Marcos.  En lo que hoy es el salón Los Globos junto al Jardín de San Marcos se construyó la Plaza del Buen Gusto con capacidad para 2,000 personas, si bien este coso tenía cierta elegancia, era muy humilde en comparación con las plazas de otras grandes ciudades. En dicha plaza se ofrecían muchos tipos de espectáculos, entre los que destacan obras de teatro y actos circenses, pero la actividad principal eran las corridas de toros. En ese momento las lidias no tenían la configuración actual, ya que se conjuntaba el toreo popular practicado por charros y ganaderos, y el toreo profesional que comenzaba a darse en España. La plaza del Buen Gusto finalmente salió del ámbito taurino debido al endeudamiento de los dueños, y la construcción de la Plaza San Marcos.

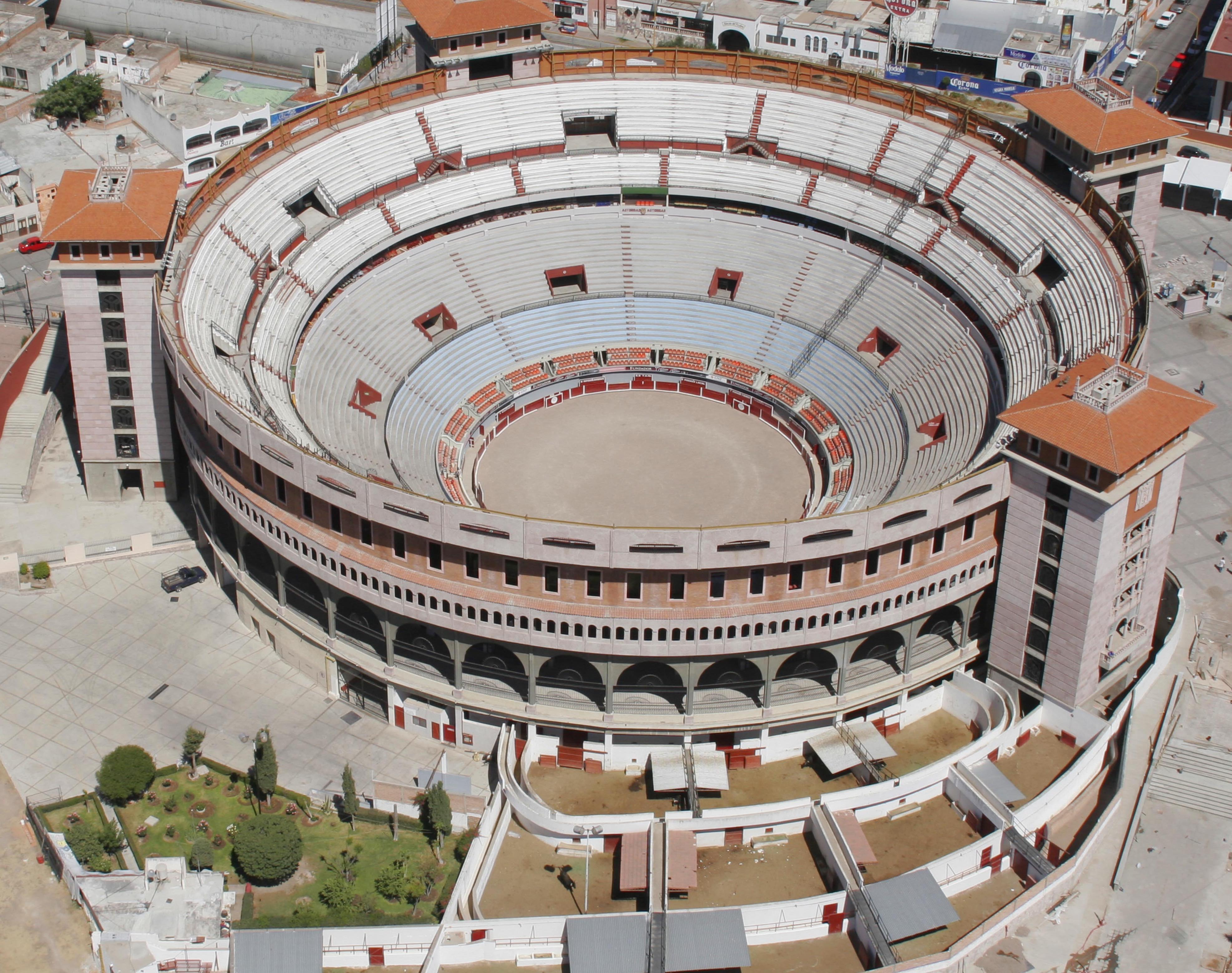
Plaza de Toros Monumental de Aguascalientes

La Plaza de Toros San Marcos, fue construida en 1896 en un tiempo récord de 48 días junto al jardín de San Marcos, fue inaugurada el 24 de abril de ese mismo año, esta plaza era mucho más elegante y grande que la del Buen Gusto. En este recinto hicieron paseíllo muchas grandes figuras del toreo, tanto nacionales como internacionales, entre los que se pueden mencionar Silverio Pérez, Fermín Armillita, Carlos Arruza, Manuel Capetillo, Alfonso Ramírez el Calesero, tal vez una de las fechas más memorables es la tarde del 5 de febrero de 1947 en la que el matador español “Manolete” hizo paseíllo. Gracias a las buenas administraciones la plaza ganó mucha fama y renombre, tanto así que se registraban llenos completos en cada tarde y ya no era suficiente para atender a toda la afición, por lo que la administración del gobernador Francisco Guel Jiménez comenzó la planificó la construcción de un nuevo coso.
El 23 de noviembre de 1974 se inauguró la Plaza de Toros Monumental de Aguascalientes, diseñada por el arquitecto Ignacio Rivera Río Muñoz, en primera instancia tenía capacidad para aproximadamente 8 mil personas, y era un edificio sencillo: esa tarde se presentaron Manolo Martínez, Eloy Cavazos e hizo su alternativa Fermín Espinosa “Armillita Chico”. Con la construcción de este recinto y gracias la gestión del Dr. Alfonso Pérez Romo, don Julio Diaz Torre y el matador Eduardo Solorzano en la década de los 80, la tauromaquia en Aguascalientes se desarrolló de manera exponencial. En 1991 por instrucciones del gobernador Miguel Ángel Barberena Vega se inician las obras para la remodelación y ampliación de la plaza, que pasó a tener aforo para 16 mil personas, y la consolidó como la segunda plaza más importantes del país.
Aguascalientes cuenta con 10 ganaderías de toro de lidia en su territorio
El 25 de abril de 2025, el Congreso de Aguascalientes aprobó una reforma a la Constitución local para declarar a la tauromaquia como Patrimonio Cultural Inmaterial del estado. La medida incluyó también la charrería y las peleas de gallos. Con ello, Aguascalientes reforzó su arraigada tradición taurina y la protección legal de este tipo de festejos.

### Festejos

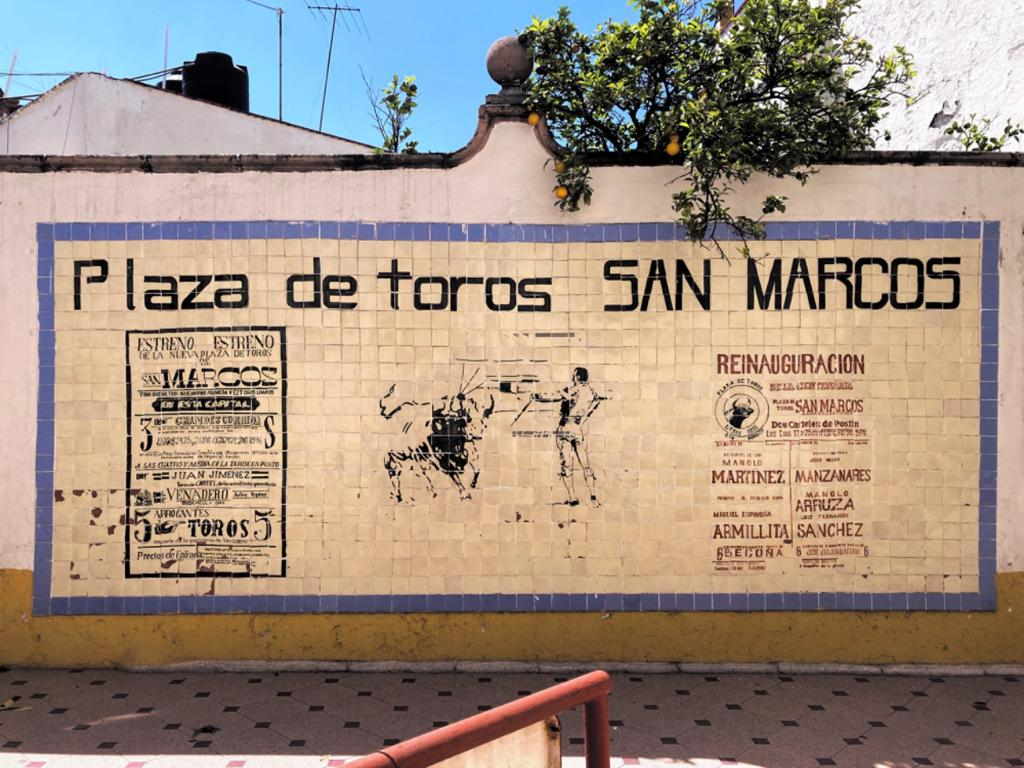
Fachada interna Plaza San Marcos

Serial Taurino de la Feria Nacional de San Marcos: Considerado como el serial taurino más importante de América Latina, tiene lugar en el marco de la FNSM entre los meses de abril y mayo, siendo el día más importante el 25 de abril. Se festejan alrededor de 12 a 14 corridas y estas tienen lugar en la Plaza de Toros Monumental de Aguascalientes
Temporada de Novilladas: Entre los meses de febrero, marzo y abril, cada domingo se celebran en la Plaza de Toros San Marcos las novilladas. Estas sirven como preámbulo para la temporada grande de la feria. Por lo general son 8 festejos.
Festival de la Ciudad y Festival de Calaveras: Para conmemorar el aniversario de la ciudad cada año se llevan a cabo una o dos corridas de toros en la monumental, o incluso una novillada en la San Marcos. Para el festival de calaveras también se realizan una o dos corridas de toros. 

### Sitios
Plaza de Toros Monumental de Aguascalientes: El segundo recinto taurino más importante de México y uno de los más importantes de toda América. Construida en 1974 obra del arquitecto Ignacio Rivera Río Muñoz, remodelada en 1991, tiene capacidad para 16 mil personas.
Plaza de Toros San Marcos, Eduardo J. Correa 222, Zona Centro.
Plaza de Toros San Blas, Pabellón de Hidalgo.
Lienzos charros: Cada municipio cuenta con un lienzo charro, en los que por motivo de las ferias locales se llevan a cabo festejos taurinos, estos no son más de dos, y al ser plazas de tercera categoría
Academia Taurina Municipal de Aguascalientes
Mausoleo Taurino, Panteón de los Ángeles homenaje a cuatro toreros de la ciudad: Rubén Salazar, Efrén Adame, Juan Gallo, Arturo Muñoz

## Guanajuato

### Historia
Guanajuato fue de gran importancia durante el Virreinato de la Nueva España, se sabe que para finales del siglo XVIII se realizaban corridas de toros tanto en la capital como en León y San Luis de la Paz. Al igual que en Jalisco la propagación de la fiesta brava se expandió por todo el estado, en lugar de estar centrada en la capital.
La tradición taurina en la ciudad de León se desarrolló mucho más que en la de la capital, el primer coso fue la Plaza de la Soledad ubicaba en el barrio del mismo nombre, fue construida aproximadamente en 1734. La Plaza de Gallos fue construida en la segunda mitad del siglo XVII, si bien servía principalmente para peleas de gallos, también se realizaron corridas de toros. La Plaza de Toros de León, es de los recintos más antiguos, data de 1844, en 1944 se adaptó para convertirse en el Cine Coliseo. La Plaza de Toros la "Venta de Santa Isabel"fue una de las más grandes, pero poco recordadas, fue destruida por una inundación en 1888. En el siglo XX en respuesta al gran crecimiento de la afición de la ciudad, Don Rafael Portillo ordenó la construcción de la Plaza de Toros México que fue inaugurada en 1928, funciono hasta la década de los 50 cuando fue demolida.
La Plaza de "la Luz" en León fue inaugurada el 16 de septiembre de 1961, la cual logró captar y colocarse dentro de las más importantes de la región, en este recinto es donde actualmente se llevan a cabo los festejos taurinos, en el marco de la Feria de León, tiene capacidad para 10 mil personas.
El 24 de noviembre de 1940 fue Inaugurada la Plaza de Toros Revolución en Irapuato, que durante muchos años fue la más importante de Guanajuato, esta plaza es de las pocas en donde se presentó Manolete, asimismo el presidente Lázaro Cárdenas estuvo presente en la primera corrida. Por esta plaza han toreado en su totalidad los miembros de 2 dinastías de toreros, los Silveti y los Armillita. En esta misma ciudad ya había otras dos plazas, la de la Constancia y la de La Estación.
Actualmente no hay corridas de toros en la ciudad capital de Guanajuato, desde hace años la Plaza "Santa Fe", inaugurada en 1979, está fuera de funcionamiento por problemas estructurales relacionados con fallas geológicas, no se tiene mucha información al respecto.
El estado de Guanajuato posee 34 ganaderías de toro de lidia registradas, de las cuales hay muchas de las más afamadas de México: Begoña, Bernaldo de Quirós, La Estancia y San Miguel de Mimiahuapam.

### Festejos
- Feria de León, en el mes de enero
- Corrida Nuestra Señora de la Luz, León
- Corrida de Primavera, Irapuato en el mes de abril
- Corrida Sábado de Gloria, San Miguel de Allende
- Corrida de Insurgencia, San Miguel de Allende
- Feria de la Candelaria, Salvatierra

### Sitios
- Plaza de Toros "la Luz", León
- Plaza de Toros "Revolución", Irapuato
- Plaza de toros San Miguel de Allende
- Plaza de toros "La Macarena", Salvatierra
- Plaza de toros San Miguel de Uriangato
- Plaza de toros "Alberto Balderas", Moroleón
- Plaza de toros de Salamanca
- Plaza de toros Apaseo el Alto
- Plaza de toros Jalpa de Cánovas

## Jalisco

### Historia

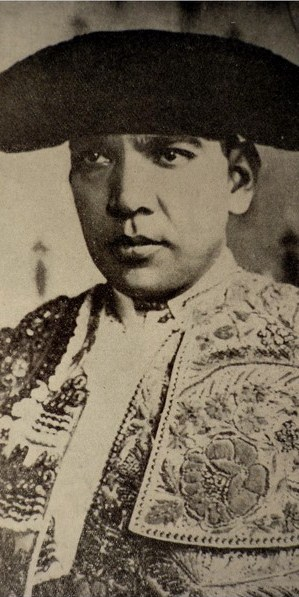
Matador Rodolfo Gaona

El estado de Jalisco es uno de los más importantes tanto cultural como económicamente, y  la tradición taurina no es una excepción. A diferencia de otros estados donde la actividad taurina parece estar concentrada en la capital, en el caso de Jalisco se disemino de manera general, pero sobre todo y con mucha más fuerza en los Altos de Jalisco. Un caso sobresaliente es la Plaza de Toros Rodolfo Gaona, construida en 1680, lo cual la convierte en la plaza de toros más antigua del continente, aunque esto está en disputa con otras plazas que afirman lo mismo. Esta plaza fue en un principio construida en forma rectangular, lo cual nos habla de su antigüedad, el nombre es en homenaje del matador mexicano Rodolfo Gaona uno de los toreros más sobresalientes.
En el caso de la ciudad de Guadalajara, durante el siglo XVIII las plazas se hacían con madera, de manera que eran desmontables. Algunas de las plazas donde por muchos años se instalaron dichas plazas fueron la Plaza de San Agustín, donde actualmente se encuentra el Teatro Degollado; la plaza de Santo Domingo, frente al Santuario de San José de Gracia; un terreno ubicado detrás del colegio de niñas de San Diego, que hoy en día se encuentran las calles de Garibaldi y González Ortega. En el siglo XIX los festejos tenían lugar en la Plaza de la Independencia, actual Mercado Corona, se construyeron dos plazas El Circo de la Unión y la del Porvenir.
La Plaza El Progreso, fue inaugurada en 1856, estaba ubicada en la antigua huerta del Hospicio Cabañas, con una dimensión aproximada de 98 metros de largo por 103 metros de ancho. En un principio tenía capacidad para 3 mil personas, tras varias ampliaciones llegó a tener capacidad para 14 mil personas. Esta plaza fue por décadas una de las más importantes del país, en ella se presentaron en su totalidad los grandes diestros nacionales, y muchos grandes toreros españoles. El primero de enero de 1979 fue la última corrida en esta plaza, ese mismo mes fue demolida, hoy en día es parte de la Plaza Tapatía.
En 1898 en la ciudad de Tlaquepaque, muy cercana a Guadalajara, se inauguró la plaza de toros El Centenario, que es la más antigua conservada en la zona metropolitana de la capital tapatía.
El 4 de febrero de 1967 se inaugura la entonces llamada Plaza de Toros Monumental de Jalisco, la cual durante su construcción estuvo rodeada de rivalidades, ya que en ese momento todavía estaba en funciones la plaza El Progreso. Tras problemas financieros el dueño de la Progreso, vendió la plaza al dueño de la monumental, que diez años más tarde la demolió, tras esto, en 1979 la plaza cambió de nombre por Plaza de Toros Nuevo Progreso, que es actualmente donde se llevan a cabo los festejos taurinos. Esta plaza tiene aforo para 16 mil personas.
Jalisco cuenta con 36 ganaderías de toro de lidia registradas, lo que la convierte en la segunda entidades con mayor número de este tipo de ganaderías.

### Festejos
- Temporada Grande, Feria de Aniversario Nuevo Progreso, Guadalajara, días domingo entre los meses de marzo y abril.
- Feria de Jalostotitlán, en el mes febrero.
- Fiestas de San Pedro Tlaquepaque, las últimas dos semanas de junio
- Carnaval de Autlán de la Grana, en el mes de febrero
- Fiestas de La Candelaria en Encarnación de Díaz, del 25 de enero al 9 de febrero
- Feria de Arandas, del 4 al 12 de enero
- Feria San Miguel el Alto, del 16 al 3 de septiembre
- Feria de Villa Hidalgo, e novenario anterior al último domingo de enero
- Fiestas Virgen de los Dolores Teocaltiche, del 1 al 12 de noviembre

### Sitios
- Plaza de Toros "Nuevo Progreso", Guadalajara
- Plaza de toros "Centenario", Tlaquepaque
- Plaza de toros "Rodolfo Gaona", Cañadas de Obregón
- Plaza de Toros Fermín Espinosa «Armillita», Jalostotitlán
- Plaza de toros "Carmelo Pérez", San Miguel el Alto
- Plaza de toros de la Feria, Arandas
- Plaza de toros "La Macarena", Encarnación de Díaz
- Plaza de Toros "El Renacimiento" de Teocaltiche
- Plaza de toros "Rafael Rodríguez", Villa Hidalgo
- Plaza de toros "Alberto Balderas", Ojuelos
- Plaza de toros "Jalisco", Yahualica González Gallo
- Escuela Taurina de Guadalajara

## Michoacán

### Historia
La primera noticia de toros bravos en Michoacán es en 1551, cuando llegaron a la ciudad de Acámbaro, aunque el día de hoy pertenecen al estado de Guanajuato. La afición taurina surgió del campo, donde era común, de ahí fue ganando popularidad entre el pueblo y se trasladó a la ciudad de Valladolid.
Morelia, llamada Valladolid en los tiempos de la colonia, era una de las ciudades más importantes del país, por lo que se supone desde el siglo XVII se realizaban corridas de toros, esto con motivo tanto de eventos religiosos como civiles, para la finalización de la Catedral se realizaron corridas de toros, estas tenían lugar en la actual Plaza Melchor Ocampo, otros espacios eran la Plaza Mayor y la plaza de San Juan de Dios.  Se tiene constancia de que, en 1775 para las fiestas de día de muertos, los festejos taurinos duraron tres semanas, lo cual marcó una tradición de realizar corridas de toros para el día de muertos, la cual perdura hasta el día de hoy. A pesar de las constantes prohibiciones, la tradición se mantuvo vigente.
La primera plaza de toros de la que se tiene registro en Morelia fue inaugurada el 1 de noviembre de 1844 y estaba ubicada cerca de la capilla de San Juan, tenía capacidad para 8 mil personas y en ella se realizaban festejos de manera periódica, hasta un periodo de prohibición en 1867 por órdenes de Benito Juárez. En 1893 fueron restituidas por el gobernador Aristeo Mercado y la plaza de Morelia se convirtió en una de las más importantes del país, ejemplo de esto es que el torero Ponciano Díaz dio una serie de corridas, incluida la tradicional corrida de noviembre. En el siglo XX la tauromaquia en Morelia se consolido y se volvió parte de la identidad local, el número de corridas aumentó y surgieron grandes figuras del toreo. La corrida de toros más importante se realiza año con año el 2 de noviembre, por el día de muertos.
En 1942 la plaza de San Juan dejó de funcionar y en 1943 fue demolida, la actividad pasó al Lienzo Charro de Morelia, ubicado en la calle Virrey de Mendoza, construido en 1940. En 1952 fue inaugurada la Plaza de Toros Monumental de Morelia que es donde actualmente se desarrollan los festejos taurinos, tiene capacidad para 15 mil personas.
En lo que respecta a la ganadería, Michoacán cuenta con 15 ganaderías de toro de lidia, la mayoría de ellas se encuentran cerca de la capital. El municipio donde esta actividad es particularmente prominente es Lagunillas, también destacan Zinapécuaro, Tarímbaro y Epitacio Huerta.

### Festividades
Día de Muertos: El 2 de noviembre es una fecha muy importante en todo el país y particularmente en Michoacán, la corrida más importante del año tiene lugar ese día, siendo una tradición que se remonta 240 años. De igual forma, se dan festejos en fechas importantes como el 15 de septiembre, el 20 de noviembre, etc.

### Sitios
- Plaza de Toros Monumental de Morelia
- Plaza de toros "La Salud", Puruándiro
- Plaza de toros "El Relicario", Ciudad Hidalgo
- Plaza de toros "Eloy Cavazos", Zitácuaro
- Plaza de toros de Maravatío
- Plaza de toros de Tarímbaro

## Querétaro

### Historia
Santiago de Querétaro fue desde su fundación una ciudad de gran importancia, llegando a ser capital provisional de México en tres ocasiones, es además la ciudad capital más cercana a la Ciudad de México de todo el Bajío. El primer registro que se tiene de la tauromaquia en la ciudad de Querétaro, es que en 1680 se realizan fiestas de toros, que se dedican al Templo de la Congregación. En 1738 hubo cuatro días consecutivos de festejos taurinos. En 1796 se instituye el primer reglamento taurino de la ciudad, esto a cargo del abogado Joseph Ignacio Ruiz Calado.
En 1870 se inaugura La Plaza de Toros de Occidente, esta fue la primera plaza de toros de mampostería, se ubicaba en lo que actualmente son las calles de Quintana Roo y la Avenida 57. Este coso fue derrumbado en 1903. En 1894 inició la construcción de la Plaza Colón, como su nombre lo indica fue construida para conmemorar los 400 años del Descubrimiento de América, se ubicaba en lo que hoy es la Avenida Ignacio Zaragoza. Este recinto fue el centro de la actividad taurina de Querétaro y una de las más importantes del país, testigo de grandes hazañas por donde pasaron grandes diestros de la época de oro de la tauromaquia en México. En 1962 fue demolida con lo que se perdieron años de tradición.
En 1963 se inaugura la Plaza de Toros Santa María, construida por el arquitecto Eugenio Urquiza Fernández de Jáuregui, este coso en pocos años ganó reconocimiento a nivel internacional, por ella han pasado todos los grandes toreros de la segunda mitad del siglo XX y el siglo XXI, y es un icono de la ciudad y un símbolo de identidad para la afición queretana, se la considera la tercera plaza de toros más importante de México. La principal festividad era en torno a la Feria Internacional de Querétaro en el mes de diciembre, siendo la corrida del 25 la más importante.
La Plaza "Provincia Juriquilla" es la segunda plaza más importante del estado, ubicada en la ciudad cercana de Juriquilla, fue inaugurada el 6 de junio de 1987, tiene su mayor actividad en el mes de abril.
El estado de Querétaro cuenta con 32 ganaderías de toro de lidia, entre las que destacan Xajay y Jaral de Peñas.

### Festejos
- Feria Internacional de Querétaro, en el mes de diciembre
- Temporada de Juriquilla
- Feria del Toro, Tequisquiapan

### Sitios
- Plaza de Toros Santa María, Santiago de Querétaro
- Plaza de Toros "Provincia Juriquilla", Juriquilla
- Arena Tequisquiapan, Tequisquiapan

## San Luis Potosí

### Historia
Real de Catorce, que fue un importante centro minero durante la colonia, su plaza de toros fue inaugurada en 1791 y se dice que era una construcción majestuosa. Esta plaza desapareció por falta de mantenimiento y al día de hoy solo queda una reconstrucción del ruedo. Otro caso es la Plaza de toros el "Frascuelo", en el municipio de Cedral, que tiene una arraigada tradición taurina
En San Luis Potosí desde mediados del siglo XVIII, las corridas de toros se realizaban en la Plaza de Armas y en las plazuelas de los barrios, esto por conmemoración de alguna fiesta religiosa o de carácter civil. La primera plaza formal fue construida en 1815, estaba hecha de madera, y se ubicaba detrás de la iglesia del Montecillo. Durante el siglo XIX se construyeron más plazas de diferentes materiales, en la Calzada Guadalupe, la Plazuela de San Juan de Dios y al suroeste del jardín de Santiago se construyó la de La Independencia. A finales del siglo se construyó la Plaza de la Constancia, al norte del mismo jardín, esta plaza funciono hasta que una inundación la devastó en 1933.
En 1895 comenzó la construcción de la Plaza de Toros El Paseo, contigua a la Plaza de España, este recinto es el que se conserva hasta la actualidad en la ciudad. Tras un complicado proceso de construcción, finalmente se inauguró el 1 de noviembre de 1896. Tras una remodelación en 1960 toma el nombre del matador de origen potosino Fermín Rivera, aunque se le sigue conociendo El Paseo.
San Luis cuenta con 16 ganaderías de toro bravo.

### Festejos
- Feria Nacional Potosina
- Se realiza durante el verano, y una de sus atracciones son las corridas de toros, las cuales se realizan los días viernes del mes de agosto.
- Fiesta de la Santa Cruz, finales de abril principios de mayo, Cedral
- Fiesta de la Virgen de los Remedios, 1 al 9 de septiembre, Charcas

### Sitios
- Plaza de Toros "Fermín Rivera" o "El Paseo", San Luis Potosí
- Plaza de toros "Gregorio García", Santa María del Río
- Plaza de toros el "Frascuelo", Cedral
- Centenaria plaza de toros de Charcas

## Zacatecas

### Historia
Zacatecas fue durante el Virreinato de la Nueva España una de las ciudades más importantes, esto debido a la actividad minera para la extracción de plata, por lo que la ciudad tuvo asimismo un crecimiento cultural incipiente. Se tiene registro de que las primeras corridas de toros fueron celebradas el 8 de septiembre de 1593, por motivo de la celebración religiosa del nacimiento de la virgen María. De igual modo para el nombramiento de Felipe III como rey de España hubo corridas de toros, y de modo similar para el de Felipe IV. En 1708 hubo un breve periodo de prohibición de los festejos taurinos, pero no perduro. En 1728 se llevaron a cabo festejos por la boda del príncipe de Asturias con la Infanta de España, en septiembre de 1758 por la confirmación del patronato de la Virgen de Guadalupe, y muchos otros eventos importantes relacionados con la realeza o a la religión, que deja entrever la importancia histórica de estas celebraciones en la ciudad de Zacatecas.
Al igual que en otras ciudades las corridas de toros se festejaban en un inicio en las plazas mayores, esto hasta finales del siglo XVIII. En 1868 se construyó la plaza El Progreso, ubicada en la avenida Rayón, donde actualmente se encuentra un edificio de teléfonos de México. La Plaza San Pedro, la que fuera la más importante de la entidad, fue construida en 1866 por instrucción de Don Agustín Llamas, en un terreno justo a un lado del acueducto de la ciudad, este coso estuvo en funcionamiento hasta 1976, y por ella pasaron grandes figuras del toreo nacional como Rodolfo Gaona, e internacionales como el maestro Ponciano Diaz.
En 1976 se construyó la Plaza de Toros Monumental de Zacatecas, en los límites de la capital con el municipio de Guadalupe. Tiene capacidad para 11 mil personas, el ruedo mide 40 metros, lo que la hace una de las más grandes de la región, la construcción exterior está hecha de cantera rosa. En este recinto es donde actualmente se llevan a cabo las corridas de toros en la ciudad, esto sobre todo en el marco de la Feria de Zacatecas en el mes de septiembre.
Zacatecas tiene a su vez una importante tradición ganadera, es la cuna del toro de lidia mexicano, esto debido a los ganaderos Antonio y Julián Llaguno, quienes, gracias a sus conocimientos de genética de las reses bravas, lograron establecer la ganadería de San Mateo en el municipio de Valparaíso, cuyos toros se caracterizaron por ser de muy buena calidad, trapío y bravura, estos toros lograron muchos reconocimientos en la fiesta brava nacional durante el siglo XIX. Julián se separó de su hermano y fundó la también célebre ganadería de Torrecilla. Zacatecas cuenta con 20 ganaderías registradas.

### Festejos
- Feria Nacional de Zacatecas
- Feria de Primavera de Jerez
- Feria de Jalpa

### Sitios
- Plaza Monumental de Zacatecas
- Plaza de toros de Jerez
- Plaza de toros de Jalpa
- Plaza de toros de Tlaltenango